# Flagge von Mandschukuo
Die Flagge Mandschukuos war zwischen 1932 und 1945 die Nationalflagge des japanischen Marionettenstaates Mandschukuo.
Die Flagge ähnelt der 5-streifigen ersten Flagge der Republik China von 1912, in der die einzelnen Farben für die Völker Chinas standen:
- Rot: Han-Chinesen
- Blau: Mongolen
- Weiß: Hui und Uiguren
- Schwarz: Tibeter

Die Farbe der Mandschu war Gelb, was durch das gelbe Grundtuch der Flagge betont wird, obwohl auch in Mandschukuo die eigentlichen Mandschuren eine kleine Minderheit darstellten.
Die Farbe Gelb war auch eine Farbe der mandschurischen letzten Dynastie des Kaiserreichs China, der Qing-Dynastie (清朝), deren letzter Herrscher Puyi zwischen 1934 und 1945 auch Kaiser Mandschukuos war.
Laut den Memoiren Puyis standen die fünf Farben im Falle Mandschukuos jedoch nicht mehr für die fünf Völker Han, Mongolen, Hui, Tibeter und Mandschu, sondern für die fünf per Verfassung definierten „Staatsvölker“ Mandschukuos: Mandschu, Mongolen, Chinesen (Han), Koreaner und Japaner (Japan hatte sich Siedlungsrechte für Kolonisten gesichert).

## Weitere Flaggen

Kriegs- und Seekriegsflagge
Flagge des Kaisers
Flagge der Küstenwache
Flagge der Marinetransportschiffe
Flagge des Schifffahrtsamts
Postflagge
Flugzeugkokarde der Luftstreitkräfte